# Arenaria pungens
Arenaria pungens là loài thực vật có hoa thuộc họ Cẩm chướng. Loài này được Clemente ex Lag. mô tả khoa học đầu tiên năm 1816.